# Saint-Germain-du-Crioult
Saint-Germain-du-Crioult är en kommun i departementet Calvados i regionen Normandie i norra Frankrike. Kommunen ligger i kantonen Condé-sur-Noireau som ligger i arrondissementet Vire. År 2018 hade Saint-Germain-du-Crioult 959 invånare.

## Befolkningsutveckling
Antalet invånare i kommunen Saint-Germain-du-Crioult
Referens:INSEE